# Lose Your Mind
Singles de BoA
Love Letter
(2007) Be with you.
(2008)
Lose Your Mind est le 25e single de BoA sorti sous le label Avex Trax le 12 décembre 2007 au Japon. Il atteint la 6e place du classement de l'Oricon et reste classé 6 semaines pour un total de 22 961 exemplaires vendus. Les chansons Lose Your Mind et Smile again se trouvent sur l'album The Face.
Smile again a été utilisé comme thème musical pour le drama Doyo Wide Gekijou.

## Liste des titres
| 1. | Lose Your Mind feat. Yutaka Furukawa from DOPING PANDA |  |
| 2. | Smile again                                            |  |
| 3. | Lose Your Mind (instrumental)                          |  |
| 4. | Smile again (instrumental)                             |  |

| 1. | Lose Your Mind (video clip) |  |
| 2. | Lose Your Mind (Making of)  |  |